# 타카하시 리에
타카하시 리에(일본어: 高橋 李依 다카하시 리에[*], 1994년 2월 27일 - )는 일본의 여성 성우, 가수이다. 현재 81프로듀스 소속이며. 2011년 제5회 81오디션 특별상, 2016년 제10회 세이유 어워드를 수상했다. 현재 성우 유닛, 이어폰즈(イヤホンズ)의 멤버로 활동하고 있다.

## 출연 작품
※두꺼운 글자는 메인 캐릭터.

### TV 애니메이션
2013년
- 스텔라 여학원 고등과 C3부 (여자C)
- 성우전대 보이스톰7 (코스친구, 여학생)
- 탐험 도리랜드 -1000년의 진짜보물- (니토코마치 히바)
- 프리티리즘 레인보우 라이브 (관객2)
- 겁쟁이 페달 (여자학생, 히로 군의 그녀)

2014년
- 아이카츠 (츠츠미 나기사)
- 카드파이트!! 뱅가드 레기온메이트 편 (남자아이B, 니콜라)
- 신들의 장난 (여자학생A)
- 캡틴 어스 (아이자와 아야나)
- 코토리삼바로 아이우에오 (쵸코라)
- 4월은 너의 거짓말 (관객)
- SHIROBAKO (우치다, 믹서 조수, 모리, 학생, 배우1, 동료, 사쿠마)
- 천체의 메소드 (학생)
- 대도서관의 양치기 (여자학생D, 직원1)
- 단지 토모오 (남자A)
- 고양이 피쳐
- 마켄키! 통 (아스카, 여자학생)
- 겁쟁이 페달 (아나운스, 여성 팬)

2015년
- VALKYRIE DRIVE (오오야 노에)
- 카드파이트! 뱅가드G (여자고교생)
- 학교생활! (나오키 미키)
- Go! 프린세스 프리큐어 (여자학생, 큐어 미라클 - 최종화 바통 터치 메시지)
- 순결의 마리아 (도로시)
- 죠죠의 기묘한 모험 스타더스트 크루세이더스 (소녀B)
- SHIROBAKO (후지)
- 그것이 성우! (이치노세 후타바, 코로리)
- 프리파라 (미니 파루루)
- 마법소녀 리리컬 나노하 ViVid (린다, 푸치 데빌A, 유나 프라츠)
- 겁쟁이 페달 GRANDE ROAD (관객, 초등학생 선수, 히로 군의 그녀)
- 란포기담 Game of Laplace (코바야시)

2016년
- 앙주 비에르주 (코드 Ω00 유피리아)
- 학전도시 애스터리스크 2nd SEASON (엘리엇 포스터)
- 이 멋진 세계에 축복을! (메구밍)
- 최약무패의 신장기룡 (녹트 리플렛트)
- 마기 신드바드의 모험 (히나의 사촌)
- 마법사 프리큐어! (아사히나 미라이 / 큐어 미라클)
- Re:제로부터 시작하는 이세계 생활 (에밀리아)
- 몬스터 스트라이크 (노다 아카네)
- Ange Vierge (코드Ω00유피리아)
- 경녀!!!!!!!!  (로쿠도 린)
- Fate/Grand Order  (마슈 키리에라이트)
- 디지몬 유니버스 어플리 몬스터즈  (키하야시 에레나)

2017년
- 이 멋진 세계에 축복을! 2기 (메구밍)
- 나이트 & 매직 (에르네스티)
  - 연애폭군 - (아이노 아쿠아)
  - 복면계 노이즈 (유즈리하 카나데)(유년 시절)
  - 배틀걸 하이스쿨 (미사키)
  - 기동전사 건담 썬더볼트 (챠우 밍)
  - 아니메가타리즈 (오바타 유이)
  - 이나즈마 일레븐 (미카도 안나)
  - 나이츠 & 매직 (에르네스티 에체바르리아)

2018년
- 장난을 잘 치는 타카기 양 (타카기)
- 유루캠프 (사이토 에나)

2019년
- 이세계 콰르텟 (에밀리아,메구밍)
- 장난을 잘 치는 타카기 양 2기 (타카기)

2020년
- 이세계 콰르텟 (2기) (에밀리아,메구밍)
- Re:제로부터 시작하는 이세계 생활 (2기)(에밀리아)
- 여친 빌리겠습니다 (사쿠라자와 스미)
- 프린세스 커넥트! Re:Dive(애니메이션) (아메스)

2023년
- 【최애의 아이】 (아이/호시노 아이)
- 아이돌마스터 밀리언 라이브! (시이카)

### OVA
2014년
- 마기 신드바드의 모험 (히나의 사촌) ※코믹스 제5권 OVA 부록 특별판

2015년
- 4월은 너의 거짓말 (세츠코) ※코믹스 제11권 DVD 부록 한정판
- 제3 비행소녀대 (아나운스) ※ 《SHIROBAKO》 Blu-ray&DVD 제7권 특전 OVA
- 도쿄 구울 【JACK】 (야구 소년)

2016년
- 이 멋진 세계에 축복을! (메구밍) ※소설 제9권 DVD 부록 특별판

### 극장 애니메이션
2015년
- 극장판 겁쟁이 페달 (히로 군의 그녀)
- 마음이 외치고 싶어해. (우노 요코)

2016년
- 영화 프리큐어 올스타즈 모두 함께 노래해♪ 기적의 마법! (아사히나 미라이 / 큐어 미라클)
- 영화 마법사 프리큐어! 기적의 변신! 큐어 모후룬! (아사히나 미라이 / 큐어 미라클)

2019년
- 이 멋진 세계에 축복을! 붉은 전설(메구밍)
- Re:제로부터 시작하는 이세계 생활:빙결의 인연(에밀리아)

2024년
- 기빗올 : 우리들의 썸머(타카하시 리나)

### 웹 애니메이션
2015년
- 초차원변형 프레임 로보 (타이치)

2016년
- 몬스터 스트라이크 (노다 아카네)

## 게임
2017년
- 아이돌마스터 스텔라 스테이지 (시이카)

2018년
- 아이돌마스터 밀리언 라이브! 시어터 데이즈 (시이카)

2021년
- 아이돌마스터 스탈릿 시즌 (시이카)

## 특촬물
2023년
- 가면라이더 갓챠드 (크로스 위자드)

## 영상 더빙
애니메이션
- 영 저스티스 (원더 걸)
- 레귤러 SHOW (CJ)

### 음악 CD
※이어폰즈에서의 활동은 미포함.
| 발매일    | 타이틀                                                              | 명의 | 음악                                            | 제휴                                                                              |
| 2014년    | 2014년                                                              | 2014년 | 2014년                                          | 2014년                                                                            |
| --------- | ------------------------------------------------------------------- | --- | ----------------------------------------------- | --------------------------------------------------------------------------------- |
| 12월 17일 | ユナイトライト                                                      | L.I.N.K.s (아이사카 유우카, 이시하라 마이, 타카하시 리에, 이쿠타 요시코, 야마모토 노조미) | 「ユナイトライト」                              | 스마트폰 앱 《앙주 비에르주 〜제2 풍기위원 걸즈 배틀〜》 주제가                   |
| 2015년    |                                                                     | |                                                 |                                                                                   |
| 7월 29일  | ふ・れ・ん・ど・し・た・い                                          | 학교생활부 (미나세 이노리, 오자와 아리, M・A・O, 타카하시 리에) | 「ふ・れ・ん・ど・し・た・い」                  | TV 애니메이션 《학교생활!》 오프닝 테마                                           |
| 7월 29일  | ふ・れ・ん・ど・し・た・い                                          | 학교생활부 (미나세 이노리, 오자와 아리, M・A・O, 타카하시 리에) | 「Grateful Friends」                            | TV 애니메이션 《학교생활!》 캐릭터송                                              |
| 8월 21일  | 앙주 비에르주 Drama&Songs 「繋がる絆」                              | 유피리아(타카하시 리에) | 「Hand in Hand」                                | 스마트폰 앱 《앙주 비에르주 〜제2 풍기위원 걸즈 배틀〜》 캐릭터송                 |
| 8월 26일  | TV 애니메이션 《학교생활!》 캐릭터송①                               | 타케야 유키(미나세 이노리) & 나오키 미키(타카하시 리에) | 「ピンクのハートボール」                        | TV 애니메이션 《학교생활!》 캐릭터송                                              |
| 9월 16일  | 마음이 외치고 싶어해 오리지널 사운드트랙                            | 소녀 / 니토 나츠키(아마미야 소라) 코러스・수수께끼의 댄서 / 에다 아스카(이시가미 시즈카), 우노 요코(타카하시 리에) | 「光のない部屋」                                | 영화 《마음이 외치고 싶어해》 극중곡                                              |
| 9월 16일  | 마음이 외치고 싶어해 오리지널 사운드트랙                            | 소녀(마음의 소리) / 나루세 쥰(미나세 이노리) 타카고 / 타사키 다이키(호소야 요시마사) 세계의 사람들 / 우노 요코(타카하시 리에), 아이자와 모토키(오야마 타카노리), 아케타가와 신이치로(야나기타 쥰이치), 이와타 신이치(테즈카 히로미치), 시미즈 료(키시마 류이치), 스즈키 아키코(타자와 마스미), 토치쿠라 치호(마에카와 료코), 니시고리 타쿠야(야마시타 세이이치로), 미카미 미나코(요시노 유나), 와타나베 미사(미야케 마리에) | 「心が叫びだす」                                | 영화 《마음이 외치고 싶어해》 극중곡                                              |
| 9월 26일  | TV 애니메이션 《학교생활!》 캐릭터송④                               | 나오키 미키(타카하시 리에) & 에비스자와 쿠루미(오자와 아리) | 「アンハッピーエンドワールド 」                 | TV 애니메이션 《학교생활!》 캐릭터송                                              |
| 9월 26일  | TV 애니메이션 《학교생활!》 캐릭터송④                               | 나오키 미키(타카하시 리에) | 「My Dream」                                    | TV 애니메이션 《학교생활!》 캐릭터송                                              |
| 10월 28일 | TV 애니메이션 《학교생활!》 캐릭터송 앨범                           | 나오키 미키(타카하시 리에) & 와카사 유리(M・A・O) | 「乙女の成分」                                  | TV 애니메이션 《학교생활!》 캐릭터송                                              |
| 10월 28일 | TV 애니메이션 《학교생활!》 캐릭터송 앨범                           | 학교생활부 [타케야 유키(미나세 이노리), 에비스자와 쿠루미(오자와 아리), 와카사 유리(M・A・O), 나오키 미키(타카하시 리에), 사쿠라 메구미(카야노 아이), 타로마루(카토 에미리)] | 「卒業あるばむ」                                | TV 애니메이션 《학교생활!》 캐릭터송                                              |
| 11월 26일 | 학교생활! BD / DVD 제3권 초회한정판 오리지널 사운드트랙 CD          | 나오키 미키(타카하시 리에) | 「ふ・れ・ん・ど・し・た・い （みーくんver.）」 | TV 애니메이션 《학교생활!》 캐릭터송                                              |
| 2016년    |                                                                     | |                                                 |                                                                                   |
| 1월 27일  | ちいさな冒険者                                                      | 아쿠아(아마미야 소라), 메구밍(타카하시 리에), 다크니스(카야노 아이) | 「ちいさな冒険者」                              | TV 애니메이션 《이 멋진 세계에 축복을!》 엔딩 테마                                |
| 1월 27일  | 《학교생활!》 BD・DVD第5巻 オリジナルサウンドトラックCD vol.3       | 학교생활부 [타케야 유키(미나세 이노리), 에비스자와 쿠루미(오자와 아리), 와카사 유리(M・A・O), 나오키 미키(타카하시 리에))] | 「仰げば尊し」                                  | TV 애니메이션 《학교생활!》 캐릭터송                                              |
| 3월 2일   | Dokkin♢마법사 프리큐어/CURE UP↑RA♡PA☆PA! 〜미소가 되는 마법〜       | 큐어 미라클(타카하시 리에), 큐어 매지컬(호리에 유이) | 「CURE UP↑RA♡PA☆PA!〜ほほえみになる魔法〜」     | TV 애니메이션 《마법사 프리큐어!》 제1쿨 엔딩 테마                                |
| 3월 16일  | 영화 프리큐어 올스타즈 모두 함께 노래하자♪ 기적의 마법! 뮤지컬 송즈 | 아사히나 미라이(타카하시 리에), 리코(호리에 유이), 모프룬(사이토 아야카), 하루노 하루카(시마무라 유우), 카이토 미나미(아사노 마스미), 아마노가와 키라라(야마무라 히비쿠), 아카기 토와(사와시로 미유키), 퍼프(토야마 나오), 아로마(코키도 시호) | 「あなたがいるから」                            | 극장 애니메이션 영화 프리큐어 올스타즈 모두 함께 노래하자♪ 기적의 마법! 삽입곡    |
| 3월 16일  | 영화 프리큐어 올스타즈 모두 함께 노래하자♪ 기적의 마법! 뮤지컬 송즈 | 큐어 미라클(타카하시 리에), 큐어 매지컬(호리에 유이) | 「無力な戦士」                                  | 극장 애니메이션 영화 프리큐어 올스타즈 모두 함께 노래하자♪ 기적의 마법! 삽입곡    |
| 3월 16일  | 영화 프리큐어 올스타즈 모두 함께 노래하자♪ 기적의 마법! 뮤지컬 송즈 | 소르시엘(니이즈마 세이코), 큐어 미라클(타카하시 리에), 큐어 매지컬(호리에 유이) | 「考えてみて」                                  | 극장 애니메이션 영화 프리큐어 올스타즈 모두 함께 노래하자♪ 기적의 마법! 삽입곡    |
| 3월 16일  | 영화 프리큐어 올스타즈 모두 함께 노래하자♪ 기적의 마법! 뮤지컬 송즈 | 소르시엘(니이즈마 세이코), 프리큐어 올스타즈 | 「魔女の子守唄〜歌は魔法」                      | 극장 애니메이션 영화 프리큐어 올스타즈 모두 함께 노래하자♪ 기적의 마법! 삽입곡    |
| 3월 16일  | 영화 프리큐어 올스타즈 모두 함께 노래하자♪ 기적의 마법! 뮤지컬 송즈 | 프리큐어 올스타즈 | 「みんながいるから☆プリキュアオールスターズ」   | 극장 애니메이션《영화 프리큐어 올스타즈 모두 함께 노래하자♪ 기적의 마법!》 주제가 |
| 7월 13일  | 마법사 프리큐어! 보컬 앨범 링클☆멜로디즈                            | 아사히나 미라이(타카하시 리에) | 「夢までふたり乗り♪」                           | TV 애니메이션 《마법사 프리큐어!》 캐릭터송                                       |
| 7월 13일  | 마법사 프리큐어! 보컬 앨범 링클☆멜로디즈                            | 큐어 미라클(타카하시 리에), 큐어 매지컬(호리에 유이) | 「キラリ☆100カラットの奇跡」                    | TV 애니메이션 《마법사 프리큐어!》 캐릭터송                                       |
| 8월 10일  | Dokkin♢마법사 프리큐어! Part2/마법 아라도모!                        | 큐어 미라클(타카하시 리에), 큐어 매지컬(호리에 유이), 큐어 펠리스(하야미 사오리) | 「魔法アラ・ドーモ!」                           | TV 애니메이션 《마법사 프리큐어!》 제2쿨 엔딩 테마                                |
| 8월 24일  | Stay Alive                                                          | 에밀리아(타카하시 리에) | 「Stay Alive」                                  | TV 애니메이션 《Re:제로부터 시작하는 이세계 생활》 제2쿨 엔딩 테마                |
| 8월 24일  | Stay Alive                                                          | 에밀리아(타카하시 리에) | 「ぼうやの夢よ」                                | TV 애니메이션 《Re:제로부터 시작하는 이세계 생활》 삽입곡                         |
| 10월 12일 | キラメク誓い                                                        | 큐어 미라클(타카하시 리에), 큐어 매지컬(호리에 유이), 큐어 펠리스(하야미 사오리), 큐어 모프룬(사이토 아야카) | 「キラメク誓い」                                | 극장 애니메이션 《영화 마법사 프리큐어! 기적의 변신! 큐어 모프룬!》 삽입곡        |
| 10월 12일 | キラメク誓い                                                        | 아사히나 미라이(타카하시 리에), 모프룬(사이토 아야카) | 「ふたつのねがい」                              | 극장 애니메이션 《영화 마법사 프리큐어! 기적의 변신! 큐어 모프룬!》 삽입곡        |
| 11월 30일 | 마법사 프리큐어! 드라마 & 캐릭터송 앨범 드림☆아치                   | 큐어 미라클(타카하시 리에), 큐어 매지컬(호리에 유이), 큐어 펠리스(하야미 사오리) | 「ドリーム☆アーチ」                             | TV 애니메이션 《마법사 프리큐어!》 관련곡                                         |
| 11월 30일 | 마법사 프리큐어! 드라마 & 캐릭터송 앨범 드림☆아치                   | 아사히나 미라이(타카하시 리에) | 「はなまるの方程式」                            | TV 애니메이션 《마법사 프리큐어!》 관련곡                                         |
| 11월 30일 | 마법사 프리큐어! 드라마 & 캐릭터송 앨범 드림☆아치                   | 아사히나 미라이(타카하시 리에), 이자요이 리코(호리에 유이) | 「キラメキふたつ星」                            | TV 애니메이션 《마법사 프리큐어!》 관련곡                                         |
| 11월 30일 | 마법사 프리큐어! 드라마 & 캐릭터송 앨범 드림☆아치                   | 큐어 미라클(타카하시 리에), 큐어 매지컬(호리에 유이), 큐어 펠리스(하야미 사오리) | 「魔法アラ・ドーモ!」 (Rainbow Parade MIX)      | TV 애니메이션 《마법사 프리큐어!》 관련곡                                         |
| 2017년    |                                                                     | |                                                 |                                                                                   |
| 1월 25일  | 마법사 프리큐어! 보컬 베스트 앨범 손바닥의 선물                     | 아사히나 미라이(타카하시 리에), 이자요이 리코(호리에 유이), 하나미 코도하(하야미 사오리) | 「手のひらのおくりもの」                        | TV 애니메이션 《마법사 프리큐어!》 관련곡                                         |